# إتش بي. ريس
إتش بي. ريس (بالإنجليزية: H. B. Reese)‏ هو مخترع أمريكي، ولد في 24 مايو 1879 في مقاطعة يورك في الولايات المتحدة، وتوفي في 16 مايو 1956 في ويست بالم بيتش في الولايات المتحدة بسبب نوبة قلبية.

## وصلات خارجية
- الموقع الرسمي
- إتش بي. ريس على موقع إن إن دي بي (الإنجليزية)